# Кіррілі Шарп
Кіррілі Шарп (англ. Kirrily Sharpe; нар. 25 лютого 1973) — колишня австралійська тенісистка.
Найвищу одиночну позицію світового рейтингу — 147 місце досягла 11 червня 1990, парну — 65 місце — 15 липня 1991 року.
Здобула 7 одиночних та 1 парний титул.
Найвищим досягненням на турнірах Великого шолома було 3 коло в одиночному розряді.

## Фінали турнірів WTA

### Парний розряд (1–0)
| Результат | Дата              | Турнір                | Рівень  | Покриття | Партнерка       | Суперниці                            | Рахунок       |
| --------- | ----------------- | --------------------- | ------- | -------- | --------------- | ------------------------------------ | ------------- |
| Перемога  | Open Clarins 1990 | Clarins Open, Франція | Tier IV | Ґрунт    | Крістін Годрідж | Алексія Дешом-Баллере Наталі Ерреман | 4–6, 6–3, 6–1 |

## Фінали ITF

### Одиночний розряд (7–0)
| турніри $50,000 |
| турніри $25,000 |
| турніри $10,000 |

| Результат | Ранг | Дата             | Турнір                     | Покриття | Суперниця                   | Рахунок       |
| --------- | ---- | ---------------- | -------------------------- | -------- | --------------------------- | ------------- |
| Перемога  | 1.   | 12 лютого 1990   | ITF Аделаїда, Австралія    | Тверде   | Ніколь Пратт                | 2–6, 6–4, 6–1 |
| Перемога  | 2.   | 11 березня 1990  | Бендіго, Австралія         | Тверде   | Джейн Тейлор                | 6–0, 7–6      |
| Перемога  | 3.   | 27 квітня 1992   | Риччоне, Італія            | Ґрунт    | Марія-Франческа Бентівольйо | 7–5, 6–3      |
| Перемога  | 4.   | 7 березня 1993   | Мілдьюра, Австралія        | Тверде   | Джейн Тейлор                | 6–0, 4–6, 6–3 |
| Перемога  | 5.   | 6 червня 1994    | ITF Елваш, Португалія      | Тверде   | Ганнеке Кетеларс            | 6–2, 1–6, 6–3 |
| Перемога  | 6.   | 18 липня 1994    | ITF Ілклі, Велика Британія | Трава    | Ширлі-Енн Сіддалл           | 7–5, 6–1      |
| Перемога  | 7.   | 5 листопада 1995 | ITF Саґа, Японія           | Трава    | Нана Міяґі                  | 6–3, 4–6, 6–1 |

### Парний розряд (13–16)
| Результат | Ранг | Дата              | Турнір                      | Покриття | Partnering         | Суперниці                                | Рахунок          |
| --------- | ---- | ----------------- | --------------------------- | -------- | ------------------ | ---------------------------------------- | ---------------- |
| Поразка   | 1.   | 1 листопада 1987  | ITF Голд-Кост, Австралія    | Тверде   | Дженін Томпсон     | Джо-Анн Фолл Рейчел Макквіллан           | 6–4, 3–6, 3–6    |
| Перемога  | 1.   | 5 березня 1990    | Ньюкасл, Австралія          | Трава    | Енджи Каннінгем    | Хосокі Юко Хіросе Аяко                   | 3–6, 7–5, 6–4    |
| Перемога  | 2.   | 13 травня 1990    | Суонсі, Велика Британія     | Ґрунт    | Ніколь Пратт       | Кетрін Берклей Луїс Стейсі               | 6–1, 6–2         |
| Перемога  | 3.   | 20 травня 1990    | Борнмут, Велика Британія    | Ґрунт    | Ніколь Пратт       | Кетрін Берклей Луїс Стейсі               | 6–1, 6–2         |
| Поразка   | 2.   | 19 листопада 1990 | Перт, Австралія             | Трава    | Крістін Годрідж    | Джо-Анн Фолл Ренне Стаббс                | 2–6, 4–6         |
| Перемога  | 4.   | 8 грудня 1991     | Перт, Австралія             | Тверде   | Кейт Макдоналд     | Нарелл Кімптон Стефані Мартін            | 6–2, 6–2         |
| Поразка   | 3.   | 2 березня 1992    | Мілдьюра, Австралія         | Трава    | Кейт Макдоналд     | Джулі Річардсон Аманда Трейл             | 6–7(5), 6–7(3)   |
| Поразка   | 4.   | 13 квітня 1992    | Салерно, Італія             | Тверде   | Енджи Каннінгем    | Лінда Феррандо Сільвія Фаріна-Елія       | 1–6, 4–6         |
| Перемога  | 5.   | 20 квітня 1992    | Барі, Італія                | Ґрунт    | Джастін Годдер     | Ева Мартінцова Катержина Крупова-Шишкова | 6–2, 6–3         |
| Поразка   | 5.   | 13 липня 1992     | Сецце, Італія               | Ґрунт    | Джастін Годдер     | Івана Янковська Ева Меліхарова           | 6–7(1), 7–5, 5–7 |
| Перемога  | 6.   | 20 вересня 1992   | Софія, Болгарія             | Ґрунт    | Курегян Каріна     | Галя Ангелова Любомира Бачева            | 7–6, 6–2         |
| Перемога  | 7.   | 27 вересня 1992   | Ачиреале, Італія            | Тверде   | Клер Вегінк        | Ана Сегура Ханет Соуто                   | 4–6, 6–1, 6–1    |
| Поразка   | 6.   | 23 листопада 1992 | ITF Нуріоотпа, Австралія    | Тверде   | Магдалена Фейстель | Керрі-Енн Г'юз Енджи Каннінгем           | 6–4, 6–7, 2–6    |
| Перемога  | 8.   | 7 березня 1993    | ITF Мілдьюра, Австралія     | Трава    | Кетрін Берклей     | Кейт Макдоналд Джейн Тейлор              | 6–1, 6–2         |
| Поразка   | 7.   | 19 квітня 1993    | ITF Барі, Італія            | Ґрунт    | Яел Сегал          | Лоранс Куртуа Ева Мартінцова             | 6–2, 4–6, 1–6    |
| Поразка   | 8.   | 14 листопада 1993 | ITF Бендіго, Австралія      | Тверде   | Джо-Анн Фолл       | Кетрін Берклей Керрі-Енн Г'юз            | 2–6, 6–3, 6–7    |
| Поразка   | 9.   | 5 грудня 1993     | ITF Мілдьюра, Австралія     | Тверде   | Джо-Анн Фолл       | Кетрін Берклей Керрі-Енн Г'юз            | 3–6, 2–6         |
| Поразка   | 10.  | 28 травня 1994    | ITF Барселона, Іспанія      | Ґрунт    | Майке Каутстал     | Ева Бес Сільвія Рамон-Кортес             | 1–6, 3–6         |
| Поразка   | 11.  | 3 липня 1994      | ITF Штутгарт, Німеччина     | Тверде   | Ніколь Пратт       | Лара Біттер Майке Каутстал               | 1–6, 2–6         |
| Поразка   | 12.  | 18 липня 1994     | ITF Ілклі, Велика Британія  | Трава    | Джастін Годдер     | Ширлі-Енн Сіддалл Джо Дьюрі              | 7–5, 4–6, 4–6    |
| Перемога  | 9.   | 28 листопада 1994 | ITF Порт-Пірі, Австралія    | Тверде   | Крістін Годрідж    | Шеннен Маккарті Рейчел Макквіллан        | 7–6(6), 6–2      |
| Перемога  | 10.  | 5 грудня 1994     | ITF Нуріоотпа, Австралія    | Тверде   | Крістін Годрідж    | Кетрін Берклей Керрі-Енн Г'юз            | 6–2, 6–7(5), 6–4 |
| Поразка   | 13.  | 8 травня 1995     | ITF Щецин, Польща           | Ґрунт    | Крістін Годрідж    | Кетрін Берклей Ширлі-Енн Сіддалл         | 7–5, 5–7, 6–7    |
| Поразка   | 14.  | 30 жовтня 1995    | ITF Саґа, Японія            | Трава    | Робін Модслі       | Деніелл Джонс Тесса Прайс                | 4–6, 2–6         |
| Перемога  | 11.  | 27 листопада 1995 | ITF Маунт-Гамбір, Австралія | Тверде   | Аннабел Еллвуд     | Мая Мурич Катрін Танв'є                  | 6–4, 6–1         |
| Перемога  | 12.  | 11 грудня 1995    | ITF Нуріоотпа, Австралія    | Тверде   | Аннабел Еллвуд     | Мая Мурич Луїс Флемінг                   | 6–4, 5–7, 6–4    |
| Поразка   | 15.  | 10 листопада 1996 | ITF Маунт-Гамбір, Австралія | Тверде   | Кетрін Берклей     | Ліза Макші Джоанн Ліммер                 | 4–6, 6–2, 5–7    |
| Перемога  | 13.  | 17 листопада 1996 | ITF Порт-Пірі, Австралія    | Тверде   | Кетрін Берклей     | Ліза Макші Джоанн Ліммер                 | 7–6, 7–6         |
| Поразка   | 16.  | 24 листопада 1996 | ITF Нуріоотпа, Австралія    | Тверде   | Рейчел Макквіллан  | Ева Мартінцова Алена Вашкова             | 3–6, 4–6         |